# Księga Hioba
Księga Hioba [Hi], Księga Joba [Job, Jb] – (hebr. איוב Ijow) dydaktyczny poemat stanowiący jedną z ksiąg Biblii. Umieszczana jest między księgą Estery a Psalmami. 
Księga zawiera 42 rozdziały pisane oryginalną formą języka hebrajskiego, różnie datowaną. Tradycja rabinistyczna przypisywała autorstwo Mojżeszowi. Treścią tej księgi jest opis cierpienia sprawiedliwego Hioba (איוב, Ijow) i jego dyskusji z przyjaciółmi, do której włącza się sam Bóg. W istocie autor porusza dwie ważne kwestie: 
- Dlaczego niewinni cierpią?
- Dlaczego Bóg pozwala, by na ziemi istniało zło?

Księga Hioba to księga dydaktyczna, inaczej mądrościowa. Zgodnie z powszechnym poglądem biblistów powstała ona w V-III w.p.n.e. po zburzeniu Jerozolimy i po okresie niewoli babilońskiej. Z chrześcijańskiego punktu widzenia Hioba można uważać za prefigurację Chrystusa. Prefiguracja to zjawisko, zdarzenie, fakt, osoba zawierająca cechy czegoś, co nastąpiło później i będące jednocześnie pewnego rodzaju zapowiedzią tego. Hiob był wiernym i sprawiedliwym czcicielem Boga. Chociaż został skazany na ciężką próbę (utracił majątek, dzieci i zachorował na trąd) nie stracił wiary w Bożą sprawiedliwość. Jest on symbolem cierpienia niezawinionego. Przyjaciele Hioba przy spotykających go nieszczęściach radzili mu, aby uznał swoją winę, gdyż sądzili, że tragedie, które go dotknęły, są karą za grzechy. Hiob jednak był przekonany o swojej prawości i bronił jej odważnie. Hiob wierzył w istnienie Sprawiedliwego. Dyskutował z nim, pytał dlaczego te dramaty spotkały właśnie jego, lamentował nad sensem swojego życia, ale pozostał wierny Bogu. Jest on przykładem archetypu człowieka ciężko doświadczonego przez los. 
Autorem jednego z przekładów Księgi Hioba na język polski jest Czesław Miłosz. We wstępie tego tłumaczenia ks. Józef Sadzik pisze, że dramat Hioba polega na napięciu, którego jak się wydaje nie można pokonać, bo z jednej strony występuje przekonanie o własnej prawości, a z drugiej jest świadomość, że to Bóg sprawiedliwy go doświadcza.
Księga Hioba stanowi opis obrazu świata starożytnych Hebrajczyków. Opisy ziemi, zwierząt i ptaków w ich naturalnym środowisku odznaczają się dużą dokładnością - (Hi 26,7) gdzie czytamy, iż Bóg „ziemię zawiesza na niczym”.

## Treść
1. Wstęp: Historia cierpień bogobojnego Hioba, dwie rozmowy Szatana z Bogiem Jahwe
2. Poemat. Część I: Dyskusja Hioba z przyjaciółmi: Elifazem, Bildadem i Sofarem, trzy szeregi mów
3. Poemat. Część II: Końcowa argumentacja Hioba, trzy mowy Elihu, odpowiedzi Boga, odpowiedź Hioba
4. Zakończenie. Bóg gani przyjaciół Hioba, Hiob przywrócony do dawnego stanu w dwójnasób

## Wpływ na literaturę
Księga Hioba wpłynęła na europejską literaturę piękną. 
Johann Wolfgang von Goethe wzorował się na rozmowie Boga z diabłem, pisząc Fausta. Zamiast rozmowy o Hiobie Bóg rozmawia z diabłem o uczonym Fauście, który nie osiągnął poznania. 
Holenderski pisarz Harry Mulisch w powieści Odkrycie nieba zamiast rozmowy Boga z diabłem przedstawił rozmowę dwóch aniołów, którzy rozmawiają o losach głównych bohaterów powieści, wyznaczając ich los.
Jerzy Żuławski napisał parafrazę Księgi Hioba pt. Z ksiąg Ijoba Cierpliwego. Jacek Kaczmarski napisał dwa utwory „Hiob" i „Dzieci Hioba", w których odnosi się do wydarzeń opisanych w Księdze Hioba.